# Fabian Giefer
Fabian Giefer (ur. 17 maja 1990 w Adenau) – niemiecki piłkarz występujący na pozycji bramkarza w niemieckim klubie FC Augsburg. Wychowanek Bayeru 04 Leverkusen, w swojej karierze grał także w Fortunie Düsseldorf, FC Schalke 04 oraz Bristol City. Były młodzieżowy reprezentant Niemiec.